# منتخب الهند لكرة القاعدة
منتخب الهند لكرة القاعدة (بالإنجليزية: India national baseball team)‏ هو ممثل الهند الرسمي في المنافسات الدولية في كرة القاعدة
.